# 京都大學醫學部附屬醫院
京都大學醫學部附屬醫院（日语：／）是日本京都市左京區聖護院川原町的京都大學醫學部附屬教學醫院。簡稱京大醫院。
本院、醫學系研究設施、醫學部、藥學部等位於東大路通（東山通）西側，東大路通東側為京都大學本部。
作為在國際標準臨床研究等方面發揮核心作用的國內核心醫院，厚生勞動省將本院列為「臨床研究中核醫院」。

## 部門

### 診療科
- 血液內科
- 糖尿病·內分泌·營養內科
- 心臟內科
- 消化內科
- 呼吸內科
- 免疫·膠原病內科
- 初期診療·救急科
- 腦神經內科
- 腎臓內科
- 腫瘤內科
- 緩和醫療科
- 早期醫療開發科
- 消化道外科
- 乳腺外科
- 肝膽胰·移植外科
- 小兒外科
- 心臓血管外科
- 呼吸外科
- 腦神經外科
- 眼科
- 耳鼻咽喉科·頭頸部外科
- 牙科口腔外科
- 骨科
- 整形外科
- 產科婦科
- 泌尿科
- 麻醉科
- 小兒科
- 放射線治療科
- 放射線診斷科
- 皮膚科
- 精神科神經科
- 復健科
- 病理診斷科

### 專門門診
呼吸管理·睡眠呼吸中止門診、癲癇·運動異常、門診癌症診療部、高齡者醫療單位、漢方診療單位、女性身心相談室 

### 診療部門
日間照護診療部、臓器移植醫療部、基因診療部、心臓血管疾患集中治療部、女性身心相談室、腦中風診療部、癌症中心、VHL病中心、類風濕關節炎中心、毛毛樣腦血管疾病支援中心、高度生殖醫療中心、顱底腫瘤中心、癲癇診療支援中心、綜合周產期母子醫療中心、兒童醫療中心、兒童思春期心理相談中心、黃斑疾患治療中心

### 中央設施部門
檢査部、感染制御部、手術部、放射線部、救急部、復健部、醫療器材部、人工腎臓部、病理部、疾患營養治療部、集中治療部、內視鏡部、臨床心理室、細胞療法中心、高壓氧治療室

### 營運部門
看護部、藥劑部、醫療情報企劃部、醫療安全管理部、運營企劃室、診療報酬中心、病床控制中心、地域網路醫療部、新醫院整備推進部、病歷管理室、患者綜合支援中心、品質管理室、事業場安全衛生管理室

### 先端醫療研究開發機構
先端醫療研究開發機構、醫療開発部、臨床試驗科學部、臨床研究支援部、次世代醫療·iPS細胞治療研究中心、先端醫療機器開發·臨床研究中心、先制醫療·生活習慣病研究中心、臨床生物資源中心 

### 臨床研究、研修部門
綜合臨床教育·研修中心、iPS細胞臨床開發部、看護職職涯路徑支援中心、EHR利用推進中心、醫療費用明細等現場研究中心（京都）運用部、倫理支援部、共同機器研究室

## 沿革
- 1899年
  - 7月：設立京都帝國大學醫科大學。
  - 12月：設立京都帝國大學醫科大學附屬醫院。
- 1919年2月：更名為京都帝國大學醫學部附屬醫院。
- 1949年5月：更名為京都大學醫學部附屬醫院。
- 1999年4月：與京都大學胸部疾患研究所附屬醫院合併。
- 2006年4月：腦死肺臟移植手術失誤造成患者死亡。停止腦死肺移植手術。
- 2008年6月：恢復腦死肺臟移植手術[5]。
- 2010年3月：京都府警以殺人未遂嫌疑逮捕女性看護師。前年11月，該看護師對女性住院患者故意施打不必要的胰島素造成低血糖，更進一步偽造病歷血糖値。
- 2012年
  - 4月：為罹患遺傳性免疫疾病「薛迪克-東氏症候群」的八歲女童進行活體肺臟移植手術。捐贈者為其母親。
  - 12月：成立iPS細胞臨床開發部。
- 2013年11月：次世代型複合式手術室啟用。
- 2014年
  - 2月：指定為兒童癌症據點醫院。
  - 5月15日：將丈夫的一部份右肺反移植至罹患嚴重肺病的妻子左肺，為世界首創。
- 2020年4月6日：執行再生醫療試驗的「次世代醫療·iPS細胞治療研究中心」成立[6]。

## 器官移植
本院為肺臟、胰臟、小腸、腎臟移植、活體肝臟移植、腦死器官移植的保險設施。
2014年5月15日，完成世界首創肺臟左右反轉活體移植手術。

## 先進醫療
- 低密度脂蛋白血漿析離術
- MRI及超音波檢查影像融合之前列腺切片檢查
- 培美曲塞（Pemetrexed）靜脈給藥及順鉑靜脈給藥併用療法－肺癌（扁平上皮肺癌及小細胞肺癌除外，僅限從病理學確認完全切除之患者。）
- 在初次皮質類固醇治療中加入Clopidogrel、Pitavastatin及Tocopherol acetate合併投藥抑制股骨頭壞死－全身性紅斑狼瘡（僅限進行初次皮質類固醇治療的病患。）
- 帝盟多用量強化療法－膠質母細胞瘤（僅限於初次發作初次治療後復發或惡化的患者 。）
- FOLFIRINOX療法－膽道癌（僅限無法切除或術後復發。）
- 使用手術機器人進行腹腔鏡根除性全子宮切除術－子宮頸癌（FIGO分類IB期以上及IIB期以下之扁平上皮癌或FIG分類IA2期以上及IIB期以下之腺癌，無淋巴結轉移及腹腔內臓器轉移。）
- 多基因套組檢查－進行復發型實體癌（僅限於食道癌、胃癌、大腸癌、胰腺癌、膽道癌、肺癌、乳癌、卵巢癌或子宮癌或惡性黑色素瘤，且化學療法或放射線治療無法實行者。）

## 積貞棟新建工程
2006年2月、任天堂相談役山內溥捐贈70億日圓，「希望建設符合大學醫院使命的醫療大樓」。之後宣布將建設地上8層、地下1層、樓板面積約2萬平方公尺、病床約300床的新醫療大樓。受限於法律問題，1年半後的2008年7月才正式動工，最終於2010年5月完工。

## 交通方式
- 京阪電氣鐵道神宮丸太町站下車，5號出口往東步行10分（5號出口往北步行5分可至精神科）
- 京都市營巴士（京大快速[11]、31、65、201、206系統）「京大醫院前」巴士站下車
- K Look 京大醫院線hoop「京大醫院前」巴士站下車
- 京都市營巴士（93、202、203、204系統）「熊野神社前」巴士站下車步行5分

## 周邊設施
- 京都大學
- 吉田神社

## 醜聞、醫療事故
- 2019年9月25日（處分日）：男性看護師（44歲）在2018年12月底至2019年2月偷拍五名女病患（20～40歲）。2019年6月在京都市超商偷拍遭警方移送檢方調查，搜查時發現他在院內的偷拍行為。9月25日醫院宣布解雇處分[12]。
- 2019年11月19日（發表日）：心臟衰竭與腎臟機能低下入院的成人男性患者在準備電腦斷層掃描時，為了降低腎臟負擔而施打碳酸氢钠，但卻誤注入6.7倍濃度的藥劑。該男性在輸液期間和輸液後多次抱怨出現疼痛和麻木等異常情況，但醫師與看護師都未發現錯誤。檢査3小時後男性心臟停止，施救的醫師未注意到男性正在服用血液更難凝結的藥物，導致患者大量出血。六天後因出血性休克併發多重器官衰竭而死亡[13]。
- 2020年2月：醫師44人與實習醫師57人、事務職員等15人，合計116人加上2名以上親屬在外聚餐。然而該院自二月起就因嚴重特殊傳染性肺炎要求全體職員取消懇親會等聚餐與國內旅行[14]。

## 外部連結
- 京都大學醫學部附屬醫院 （页面存档备份，存于）